# Vénérieu
Vénérieu település Franciaországban, Isère megyében. Lakosainak száma 975 fő (2022. január 1.). Vénérieu Moras, Saint-Hilaire-de-Brens, Saint-Marcel-Bel-Accueil és Saint-Savin községekkel határos.

## Népesség
A település népessége az elmúlt években az alábbi módon változott:
| Lakosok száma | 221  | 270  | 338  | 514  | 709  | 753  | 846  | 923  | 973  | 975  |
|               | 1968 | 1982 | 1990 | 2006 | 2013 | 2015 | 2017 | 2019 | 2020 | 2022 |